# راکویاده (استان لهستان بزرگ‌تر)
راکویاده (به لهستانی:  Rakojady) یک روستا در لهستان است که در گمینا سکوکی واقع شده‌است.